# Tadzjikistan op de Aziatische Indoorspelen
Tadzjikistan is een van de landen die deelneemt aan de Aziatische Indoorspelen. Het land debuteerde in 2005. Tijdens de voorgaande edities heeft het land nog geen medailles gewonnen.

## Medailles en deelnames
| Tadzjikistan op de Aziatische Indoorspelen |        |      |        |        |        |
| Rang                                       | Editie | Gold | Silver | Bronze | Totaal |
| 27                                         | 2005   | 0    | 0      | 0      | 0      |
| 30                                         | 2007   | 0    | 0      | 0      | 0      |
| 31                                         | 2009   | 0    | 1      | 0      | 1      |
| 34                                         | Totaal | 0    | 1      | 0      | 1      |

Afghanistan · 
Bahrein · 
Bangladesh · 
Bhutan · 
Brunei · 
Cambodja · 
China · 
Chinees Taipei · 
Filipijnen · 
Hongkong · 
India · 
Indonesië · 
Irak · 
Iran · 
Japan · 
Jemen · 
Jordanië · 
Kazachstan · 
Kirgizië · 
Koeweit · 
Laos · 
Libanon · 
Macau · 
Malediven · 
Maleisië · 
Mongolië · 
Myanmar · 
Nepal · 
Noord-Korea · 
Oezbekistan · 
Oman · 
Oost‑Timor · 
Pakistan · 
Palestina · 
Qatar · 
Saoedi-Arabië · 
Singapore · 
Sri Lanka · 
Syrië · 
Tadzjikistan · 
Thailand · 
Turkmenistan · 
Verenigde Arabische Emiraten · 
Vietnam · 
Zuid-Korea